# مارتن بيلمونت
مارتن بيلمونت (بالإنجليزية: Martin Belmont)‏ هو عازف قيثارة بريطاني، ولد في 21 ديسمبر 1948 في بروملي ‏ في المملكة المتحدة.

## وصلات خارجية
- مارتن بيلمونت على موقع ميوزك برينز (الإنجليزية)
- مارتن بيلمونت على موقع ديسكوغز (الإنجليزية)